# Crazy in Love (canción de Beyoncé)
«Crazy in Love» es el primer sencillo de la cantante y compositora de R&B Beyoncé Knowles, en colaboración con el rapero Jay-Z. Incluido en el álbum debut en solitario de Knowles, Dangerously in Love. «Crazy in Love» es una canción R&B y Pop de amor que incorpora elementos del hip hop y el estilo funk de 1970, así como la música soul. La trompa impulsa el hook del sample de instrumentación de la pista, tal como la canción de 1970 «Are You My Woman (Tell Me So)» de The Chi-Lites. Las letras hacen referencia a una obsesión romántica que hace al protagonista actuar fuera de lo normal.
Columbia Records lanzó «Crazy in Love» el 14 de mayo de 2003 como primer sencillo del álbum. La canción fue elogiada por los críticos, que elogiaron el gancho adictivo, la aparición estelar de Jay-Z, y la firmeza con la que Knowles canta la letra. «Crazy in Love» ocupa el número 118 en la revista Rolling Stone en la lista de las 500 mejores canciones de todos los tiempos en 2010. VH1 puso la canción en el número uno en la 100 Greatest Songs of the 2000s. En la 46.ª edición de los Premios Grammy ganó el Premio Grammy a la Mejor Canción R&B y Mejor colaboración de rap/cantada, además de ser nominada al Premio Grammy a la mejor Grabación del Año.
«Crazy in Love» fue el primer sencillo número uno de Knowles como solista en Estados Unidos, alcanzando un máximo en la lista Billboard Hot 100 durante ocho semanas consecutivas. También llegó al número uno en el Reino Unido y alcanzó el top 10 de las listas de sencillos en Australia, Canadá, Dinamarca, Irlanda, Italia, Nueva Zelanda, Países Bajos, Noruega, Suecia y Suiza, y logró las certificaciones multiplatino en la mayoría de estos países. «Crazy in Love» había vendido más de 8 millones de copias en todo el mundo, convirtiéndose en uno de los sencillos más vendidos de todos los tiempos en todo el mundo.
El acompañamiento del video musical de la canción cuenta con Beyonce en varias secuencias de baile. Ganó tres premios en los MTV Video Music Awards de 2003, y su director, Jake Nava, ganó el premio de la Music Video Production Association al Mejor video R&B en 2004. Desde el año 2003, «Crazy in Love» ha sido un elemento básico en las actuaciones en directo Beyonce y giras de conciertos. American Society of Composers, Authors and Publishers (ASCAP) reconoció «Crazy in Love» como una de las canciones más realizadas de 2004. Artistas como David Byrne han versionado la canción, y se ha utilizado en varios programas de televisión y otros medios.

## Antecedentes

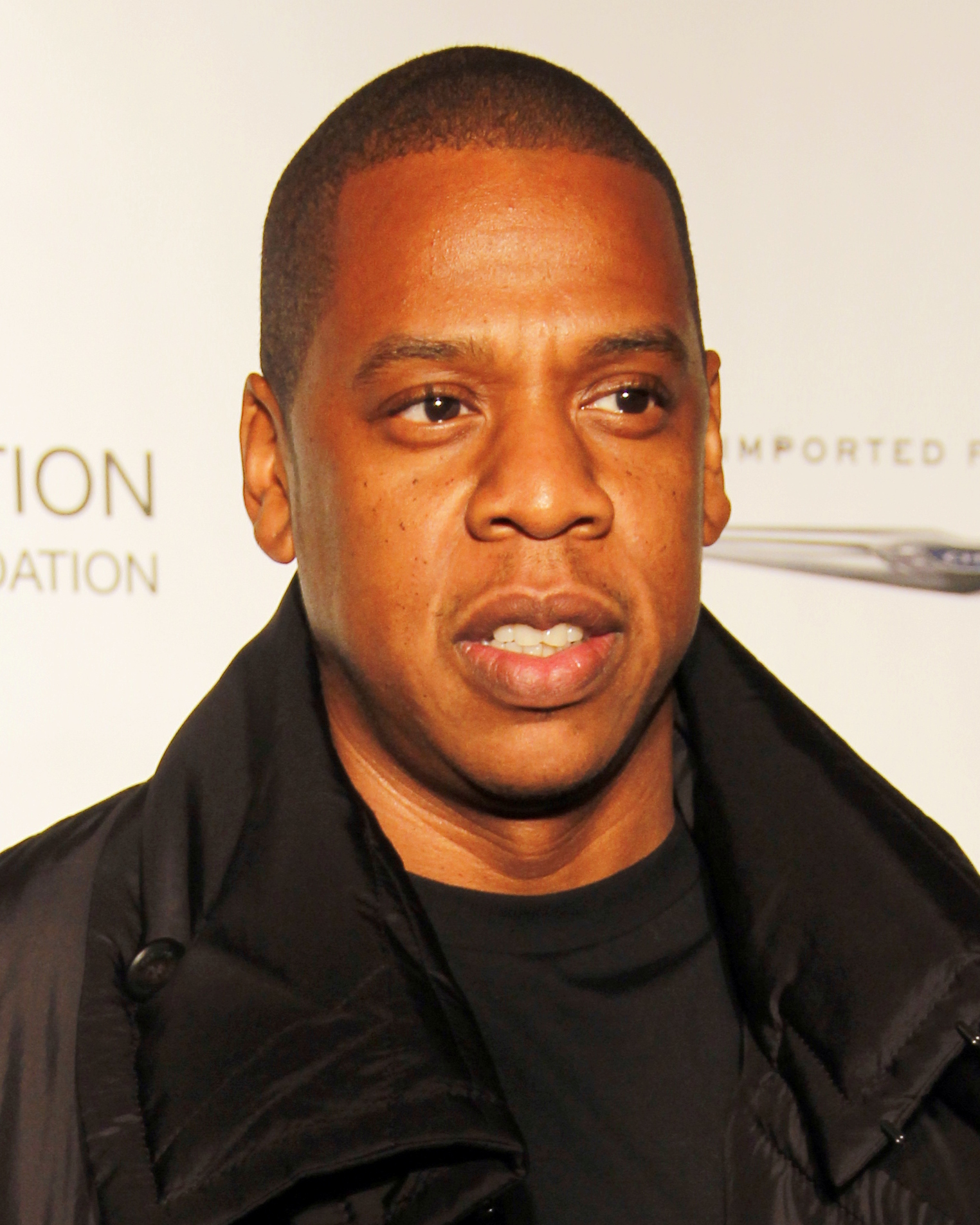
Jay-Z, que es un artista invitado en "Crazy in Love", fue invitado por Beyonce a contribuir en la canción.

En julio de 2002, Beyonce ya habían grabado varias canciones que aparecerían en Dangerously in Love. Columbia Records planea lanzar el álbum en octubre de 2002, pero el lanzamiento fue pospuesto varias veces para capitalizar el éxito del sencillo "Dilemma" del rapero Nelly (2002), que cuenta con la cantante de Destiny's Child Kelly Rowland. Estos retrasos permitidos Beyonce para grabar más canciones para el álbum.
Antes de la reunión de Beyonce, Rich Harrison había conceptualizado al ritmo de la canción. Se tomaron sample de instrumentación del hook de la canción de 1970 "Are You My Woman? (Tell Me So)", escrito originalmente por el grupo vocal con sede en Chicago, falsetto frontman de The Chi-Lites, Eugene Record. Cuando Harrison escuchado por primera vez el ritmo de sus amigos, no podían "dig it" (En español: "cavar"), y esto le hizo darse cuenta de que él había concebido algo especial, que la gente apreciar mejor después de escuchar todo el disco. Harrison decidió no comercializar la pista y en cambio esperado para el artista derecho a grabar: "I had it in the chamber, I had not really shopped it much, because sometimes you do not want to come out of the bag before it's right. People do not really get it and you will leave them with a foul taste in their mouth." (En español: "Lo tenía en la cámara, en realidad no lo había comprado mucho, porque a veces uno no quiere salir de la bolsa antes de que sea correcta.La gente realmente no entienden y los dejará con un mal sabor de boca".)
Harrison fue gratamente sorprendido cuando recibió una llamada de Knowles, quien estaba trabajando en uno de los álbumes más esperados del año. Sin embargo, las cosas no resultaron de acuerdo a sus planes del día siguiente ya que era tarde y todavía sufría los efectos de una resaca. Cuando Harrison escucho el sample a Knowles en el estudio, el cantante al principio tenía dudas sobre el "sonido tan lleno de estridente fanfarria" parecía demasiado retro y de acuerdo con ella, nadie utiliza riffs de la trompeta en el siglo 21. Sin embargo, Knowles se hicieron más amigable con el sample para el deleite de Harrison y le dieron dos horas para escribir la canción mientras ella salía.
Harrison confesó que no era fácil para él llegar a las letras de "Crazy in Love" en ese periodo de tiempo. Dos horas más tarde, había escrito los versos y el hook a pesar de estar colgado sobre. Harrison también había previsto una pista de acompañamiento; que escucho todos los instrumentos en la pista. El puente fue escrita por Knowles, quien se inspiró en mirarse en el espejo; que no llevaba ropa a juego y su cabello estaba desordenado como ella decía, "I'm looking so crazy right now." (En español: Estoy buscando como loca en este momento) Harrison cantó de nuevo a ella y le dijo, "That's the hook." (En español: Ese es el hook.) También inspiró el título de la canción. Después de que Knowles había llenado por el centro ocho lados, se le ocurrió la frase - "Uh-oh, uh-oh, you know" (En español: "Uh-oh, uh-oh, ya sabes") - junto a Harrison.
El rapero estadounidense Jay-Z se involucró a finales de la producción de la canción. Alrededor de las tres de la mañana, llegó al estudio y grabó un rap verso, que improvisa en unos diez minutos. La grabación de "Crazy in Love" tuvo lugar casi tres meses después de la reunión de Knowles con Harrison.

## Composición e interpretación lírica

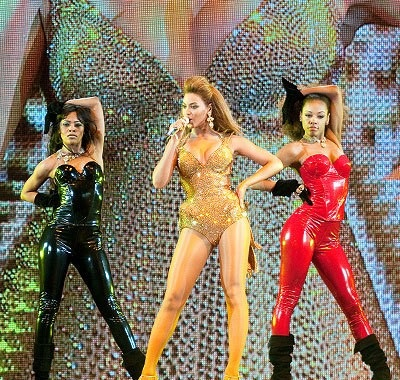
Knowles interpretando "Crazy in Love" durante I Am... Tour de 2009

De acuerdo con la partitura publicada en Musicnotes.com por Alfred Music Publishing, "Crazy in Love" es una R&B - love song, integrado en la llave de Re menor y Sol mayor. Incorpora hip hop, de estilo de los años 70 música funk y contiene influencias del soul. Como se ha comentado por Robert Webb de The Independent, las influencias de la viejo soul de la canción parece que se han derivado de la bocina Hook, que tiene samples de la canción de 1970 "Are You My Woman? (Tell Me So)". Tener un go-go ambiente, "Crazy in Love" está construida sobre un pulso de hip hop. Knowles dijo The Sunday Herald que el ritmo es "so hard that it makes your heart hurt." (En español: "tan fuerte que le hace daño a su corazón.") El tempo de la canción es un moderado 100 latidos por minuto, en tiempo común. El vocal de Knowles se extiende alrededor de una hora y media octava de la canción, de la baja nota de La ♯3 para la nota alta de Fa5. "Crazy in Love" utiliza dos acordes mayores, Si♭ y Sol, una tercera menor aparte. Uno de los principales riffs vocales utiliza el ritmo de cencerro se encuentra a menudo en la música samba. Lisa Verrico de la revista The Times, escribió que "Crazy in Love" hace uso de bombos y trozos de instrumento de latón.
Según Natalie Nichols de Los Angeles Times, la letra de referencia "Crazy in Love" un estado de obsesión romántica. Knowles dijo que las conversaciones de la canción "about how, when you are falling in love, you do things that are out of character and you do not really care because you are just open." (En español:"acerca de cómo, cuándo se está cayendo en el amor, de hacer las cosas que están fuera de lugar y que en realidad no importa, porque sólo eres libre.") Anthony DeCurtis de Rolling Stone escribió que "Crazy in Love" tiene "such a cauldron of energy" (En español:"como un caldero de energía"), que suena Knowles "loose and sexy" (En español:"suelto y sexy"), presa de emociones que ella "can neither understand nor control". (En español:"no puede ni entender ni controlar".) Las letras están compuestas en forma de verso-coro tradicional. Jay-Z se abre la canción con un breve verso rap hablado, que contiene las letras: "Yes! So crazy right now. Most incredibly, it's your girl, B. It's your boy, Young. You ready?" (En español:"¡Sí! Loca en este momento. Más increíble, es tu chica, B. Es tu chico, joven. ¿Estás listo?") Después de Knowles entrega el "uh-oh, uh-oh" eslogan, Jay-Z continúa el monólogo. Knowles comienza la primera estrofa, seguido con el silbato respaldado por estribillo. Se repite el "uh-oh, uh-oh" frase, lo que lleva a la segunda estrofa. El coro sigue, dando paso a la segunda estrofa-rap que contiene las letras: "Jay Z in the range, crazy and deranged [...] I been inhaling the chain smokers, how you think I got the name 'Hova', I been real and the game's over". (En español:"Jay Z en la gama, loco y trastornado [...] he sido la inhalación de los fumadores empedernidos, cómo crees que conseguí el nombre 'Hova', he estado real y el juego ha terminado".) La canción sigue el puente, cantando: "I'm not myself, lately I'm foolish, I don't do this, / I've been playing myself, baby, I don't care / 'Cuz your love's got the best of me, / And baby, you're making a fool of me, / You got me sprung and I don't care who sees". (En español:"No soy yo misma, últimamente soy tonta, no hago esto, / he estado engañando, nene, no me importa / Porque tu amor tiene lo mejor de mí, / Y el nene, usted está haciendo un tonto de mí, / usted me surgió y no me importa quien lo vea".) Luego canta el estribillo una y la canción se desvanece con las trompas.

## Lanzamiento y remezclas
"Crazy in Love" fue lanzado a la radio en los Estados Unidos el 18 de mayo de 2003 con formatos incluyendo por las radios Rhythmic, Top 40, y Urban. El sencillo fue lanzado por primera vez como descarga digital de iTunes Store en el Reino Unido y en Estados Unidos el 20 de mayo de 2003. La canción fue lanzada como un CD single en Irlanda y Suiza el 30 de junio de 2003 y como digital EP en Alemania, en la misma fecha. "Crazy in Love" fue lanzado como un maxisencillo en Alemania el 30 de junio de 2003 y en Australia el 15 de julio de 2003, junto con el video musical de la canción, en exclusiva para Australia. La canción se publicó el DVD y CD single en el Reino Unido el 30 de junio de 2003. "Crazy in Love" fue lanzado como un digital EP en varios países europeos, incluyendo Austria, Bélgica, Dinamarca, Finlandia, Italia, los Países Bajos, Noruega, y Suecia el 8 de julio de 2003. Este digital EP también estaba disponible en Canadá y en Irlanda el 8 de julio de 2003. El 22 de julio de 2003, dos remixes - uno de Rockwilder y el otro de Adam 12 - fue atendida en los Estados Unidos.
"Crazy in Love" tiene varios remixes, incluyendo el Rockwilder remix, de Maurice's "Nu Soul remix" y Juniors World remix Estas versiones aparecieron en los sencillos de "Crazy in Love" en una ortografía alternativa, "Krazy in Luv". El Rockwilder remix ralentiza el ritmo y hace que la canción más profunda y más funky con muestras trompa y texturas de sintetizador espumosos. Maurice's "Nu Soul Remix" acelera el ritmo, que lo toman desde el hip-hop al territorio house. Una versión de la canción incluida en versiones asiáticas de Dangerously in Love cuenta con un rap en Chino mandarín interpretada por la cantante estadounidense-taiwanés Vanness Wu, en lugar de la actuación de Jay-Z.
En el año 2014 Beyoncé sacó una versión inédita y exclusiva para la película Fifty Shades of Grey, una versión acústica y sensual.

## Recepción crítica

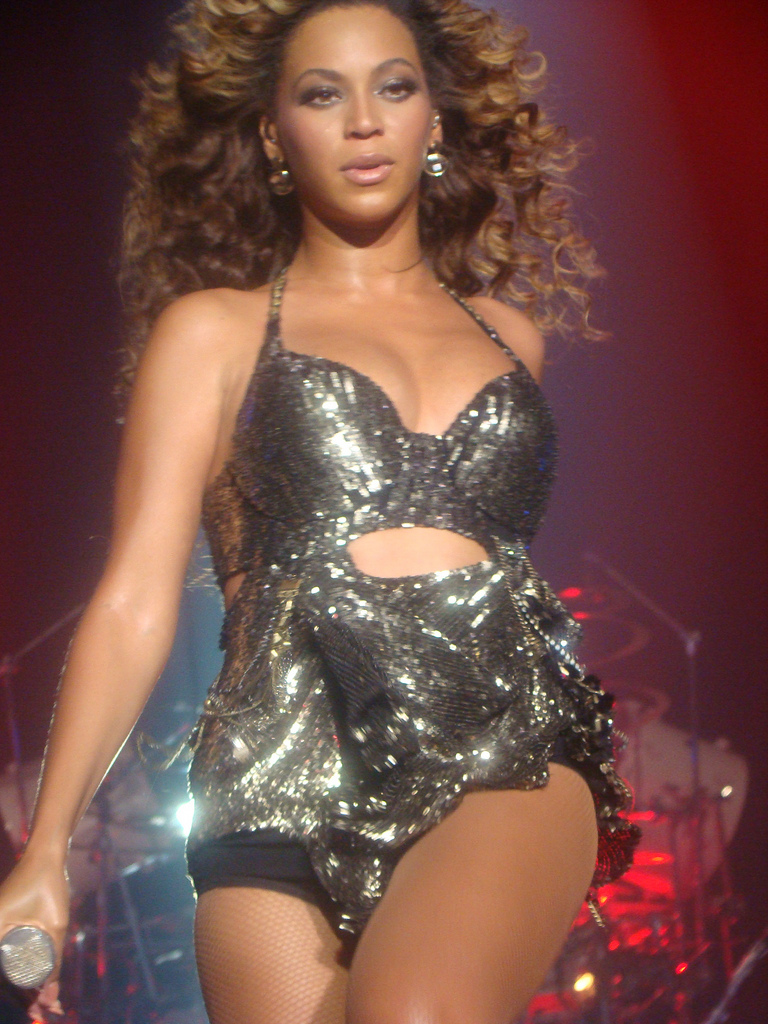
Knowles interpretando "Crazy in Love" durante 4 Intimate Nights with Beyoncé.

"Crazy in Love" fue alabado por los críticos de música contemporánea, que complementan las líneas de trompa y la aparición estelar de Jay-Z. Muchos de ellos lo llamaron el Summer Anthem de 2003. Tim Sendra de Allmusic describió la canción como "stunning pop masterpiece" (En español:"una impresionante obra maestra del pop"), mientras que Stephen Thomas Erlewine de la misma página web lo llamó "deliriously catchy". (En español:"delirantemente pegadiza".) Darryl Sterdan de Jam! Tomó nota de la "Crazy in Love" es "instantly addictive horn lines" (En español:"líneas de trompeta instante adictivas"). Anthony DeCurtis de Rolling Stone, escribió: "'Crazy in Love' ... roars out of the speakers on the strength of a propulsive horn sample and the charged presence of her pal, Jay-Z." (En español:"'Crazy in Love'...ruge de los altavoces en la fuerza de una muestra de cuerno de propulsión y la presencia cargada de su amigo, Jay-Z"). Ben Ratliff de Blender revista llama la canción de "itchy [and] eager-to-please" (En español:"pica [y] deseoso de complacer") uno. Marc Anthony Neal de PopMatters llamado el "uh-oh, uh-oh" frase pegadiza. MTV News considerado "Crazy in Love" de ser el "proudest moment" (En español:"momento de mayor orgullo") de Dangerously in Love. Similarmente, Allison Stewart de The Washington Post llamado el mejor tema del álbum, alabando su instrumentación, armonías, y el verso de rap Jay-Z. Esto fue repetido por Kelefa Sanneh de The New York Times, que escribió que "Crazy in Love" es el mejor en el álbum gracias a su "simplicity, irresistible combination of triumphant horns and a wicked hip-hop beat" (En español: "simplicidad, irresistible combinación de trompetas triunfantes y un malvado ritmo hip-hop"). Agregó que "[Knowles] voces - como hábil y preciso como siempre - no de la prisa vertiginosa que las letras describen transmitir." Del mismo modo, Sal Cinquemani de Slant Magazine escribió el arreglo lírico, la estructura de la música y las canciones como invitado de Jay-Z, contribuyeron a hacer "Crazy in Love", una hoja de vida maravilloso para Knowles.
Rob Fitzpatrick de NME llamado "Crazy in Love", un "head-nodding [and] body-rocking funk-soul genius" (En español: "mover la cabeza [y] body-rock funk-soul genio") y escribió que es "a 100 per cent, stone-cold, dead-cert classic" (En español:"un 100 por ciento, de piedra fría clásica, muerto-cierto"). Felicitó a voces Knowles, describiéndolos como "genuinely, hip-grindingly fruity" (En español:"realmente, hip-grindingly afrutado"). Los Angeles Times La escritora Natalie Nichols señaló que "sexy dance tunes as the vintage funk-flavored 'Crazy in Love'" (En español:"música de baile sexy como el funk con sabor vintage 'Crazy in Love") hicieron Dangerously in Love un gran álbum. Yancey Strickler de Flak Magazine, escribió: "Featuring a stunning horn bombast, it has the potential of a Lebron breakaway with Jay-Z's typically stellar guest verse and Beyoncé's cocked-hip, sassy delivery." (En español:"Con una impresionante grandilocuencia trompeta, que tiene el potencial de un Lebron. Separatista con normalmente estelar verso invitado de Jay-Z y Beyoncé de tres picos-cadera, la entrega descarada") Neil Drumming de Entertainment Weekly, escribió que la canción tiene "fresh sound" (En español:Sonido fresco). Spence D. de IGN Music escribió que Knowles monta el "ritmo contagioso" con la gracia de gama media y seductora. Y añadió, "As [it] can be expected, the track bumps when Jay drops his distinctive uptown flavor. While other rap-meet-R&B tracks often fall flat, this one works well as Beyoncé and Jay's verbals play nicely against one another." (En español:"A medida que [él] se puede esperar, los baches de la pista cuando Jay deja caer su sabor distintivo. Uptown Mientras que otros la pistas rap-meet-R&B a menudo caen plana, éste funciona bien como Beyoncé y Jay verbales de escuchar muy bien contra los otros.") Lisa Verrico de The Times escribió que Jay-Z realizó un "rap decente", sin embargo, "Beyoncé y los latidos salvar el día" y que "Crazy in Love" fue una partida de Knowles de Destiny's Child.

### Reconocimientos
En 2004, "Crazy in Love" fue nominado para tres premios Grammy en las categorías de por Mejor canción R&B y a la Mejor colaboración de rap/cantada, que ganó, y Grabación del Año, que no ganó. Un remix de "Crazy in Love", conocido como "Krazy in Luv" (Maurice's Nu Soul Mix), ganó el premio a la Mejor grabación remixada, no clásica por su remixer, Maurice Joshua. "Crazy in Love" fue también reconocido en el ASCAP Pop Music Awards como una de las canciones que más se realizan y de su editor, EMI, recibieron la Editorial de la concesión del año. La revista Vibe VIBA Awards reconoció la canción más Fresca Colaboración en 2003. En Europa "Crazy in Love" ganó el premio a la mejor canción en los MTV Europe Music Awards de 2003. "Crazy in Love" ganó los premios a la Mejor Canción R&B/Urban y Mejor Canción Pop Dance en la 22nd Annual International Dance Music Awards en 2003. Fue reconocido por sus compañeros de Knowles en los mercados urbanos, y ganó el premio a la Mejor Colaboración en los BET Awards, donde también recibió una nominación en la categoría de Viewers Choice Awards en 2004. "Crazy in Love" fue nominado en los NAACP Image Awards de 2004 por el premio Outstanding Song y para la canción favorita de los Kids Choice Awards de 2004.

## Desempeño comercial
"Crazy in Love" fue un éxito comercial en los Estados Unidos. Aunque todavía no se ha lanzado a las tiendas, el sencillo ganó mucha atención y alcanzó el número uno en el Billboard Hot 100, el oficial US Singles Chart, sobre la base de solo rotación pesada. La misma semana en que alcanzó el número uno, Dangerously in Love debutó en el Billboard 200 en el número uno en 12 de julio de 2013. Airplay sustancial, y más tarde en el comercio minorista, las ganancias de "Crazy in Love" le permitió dominar el posicionamiento, pasar ocho semanas consecutivas en el número uno en el Hot 100, convirtiéndose en la primera serie de Knowles uno solo en su carrera en solitario. De acuerdo con Nielsen SoundScan, "Crazy in Love" fue la canción más descargada en los Estados Unidos durante cuatro semanas consecutivas en julio de 2003. "Crazy in Love" pasó veintisiete semanas en el Hot 100, a quince semanas en el top diez, veinte y seis semanas en el top cincuenta. La canción fue oro certificado por el Recording Industry Association of America (RIAA) en 2004 mientras que su Mobile Mastertone también fue disco de oro dos años después. "Crazy in Love" fue el cuarto mayor éxito de 2003 en los Estados Unidos. El 6 de octubre de 2010 "Crazy in Love" había vendido 47,000 unidades físicas en los Estados Unidos, ya partir de octubre de 2012, pagó 1,597,000 millones de descargas digitales.
En el Reino Unido, Knowles se convirtió en la tercera artista femenina encabezando en UK Singles Chart y UK Albums Chart simultáneamente, después de Mariah Carey en1994 y Kylie Minogue en 2001. Incluyendo su carrera con Destiny's Child, "Crazy in Love" se convirtió en el tercer sencillo número uno de Knowles en Gran Bretaña y fue la única canción que al principio las listas del Reino Unido y los Estados Unidos en 2003. El sencillo de pasar tres semanas en el número uno en el Reino Unido y quince semanas en el top 100. A partir de julio de 2013, ha vendido 505,000 unidades en el Reino Unido. "Crazy in Love" alcanzó el número uno en Irish Singles Chart, donde pasó dieciocho semanas. In Australia, "Crazy in Love" alcanzó el puesto número dos en el ARIA Singles Chart y fue certificado platino por Australian Recording Industry Association (ARIA) con ventas de más de 70,000 unidades. También alcanzó el número dos en New Zealand Singles Chart, y fue certificado platino por Recording Industry Association of New Zealand (RIANZ). "Crazy in Love" alcanzó el top diez posiciones en algunas listas de sencillos Europeos. Alcanzó la lista de los diez primeros en Austria, los territorios belgas de Flandes y Valonia, Dinamarca, Alemania, Hungría, Italia, Países Bajos, Noruega, Suecia y Suiza. En septiembre de 2009, "Crazy in Love" ha vendido más de 8 millones de copias en todo el mundo, convirtiéndose en uno de los sencillos más vendidos de todos los tiempos en todo el mundo.

## Video musical
El video musical de "Crazy in Love", lanzado en mayo de 2003, fue dirigido por Jake Nava. En MTV Making of the Video documental del 2003, Knowles describen la concepción del video: "[The video] celebrates the evolution of a woman. It is about a girl who is at the point of a relationship. She realises that she is in love, she is doing stuff she would not normally do but she does not care. It does not matter she is just crazy in love." (En español:"[El video] celebra la evolución de una mujer. Se trata de una chica que está en el punto de una relación. Ella se da cuenta de que está enamorado, que está haciendo cosas que normalmente no haría, pero ella no le importa. Es no importa que es locamente enamorada".) En el video, Knowles realiza en varias secuencias de baile, a partir de Knowles que llevaba una camiseta, pantalones cortos y tacones altos rojos. Se lleva a cabo un solo de danza elaborada en un elevador. La escena cambia a un conjunto de oro con una sesión de fotos simulacro, antes de pasar a una escena con bailarines detallando Knowles y bailando en la pared mientras usa gorras y pantalones largos. Jay-Z aparece y se enciende una línea de gasolina que lleva a un coche que explota en llamas. Jay-Z realiza su rap en frente del auto en llamas, y Beyoncé baila junto a él, vestido con un estampado de seda exótica en un abrigo de piel, antes de patear la válvula de una boca de incendios. Ella sigue bailando mientras el agua está volando por todas partes. El video termina con Knowles y sus bailarines con trajes vibrantes delante de una gran fan. Su contraste trajes con los colores neutros de los antecedentes, el vídeo. Carmit Bachar, un antiguo Pussycat Dolls cantante, es uno de los bailarines.
El video musical fue aclamado por la crítica y ganó varios premios. Cynthia Fuchs, escribiendo para PopMatters comentó que la escena de sesión de fotos utiliza la rutina utilizada por Jennifer López en el video de "Jenny From the Block" (2002) con las luces calientes, miedo maquillaje, y "un montón de piernas." Ella escribió que: "...Beyoncé se convierte en su emblema indiscutible. Tom Moon de The Philadelphia Inquirer escribió que Knowles batidos cada centímetro de su marco diosa famoso fotogénica." El video musical ganó tres premios en los MTV Video Music Awards de 2003 en las categorías de Mejor Video Femenino, Mejor Video R&B y Mejor Coreografía. No obstante, perdió Lifestyles of the Rich & Famous de Good Charlotte en la categoría Elección de los Televidentes. Director de Nava también ganó un premio de la Music Video Production Association para el Mejor video R&B en 2004. Durante el mismo año, el video ganó el premio a la Mejor Colaboración en MTV Video Music Awards Japan de 2004, donde también fue nominado para el premio al Mejor video Femenino. "Crazy in Love" fue nominado en el NAACP Image Awards de 2004 por el premio al mejor video musical. Ganó el premio al Mejor Vídeo Internacional en el MuchMusic Video Awards de 2004.

## Presentaciones en vivo

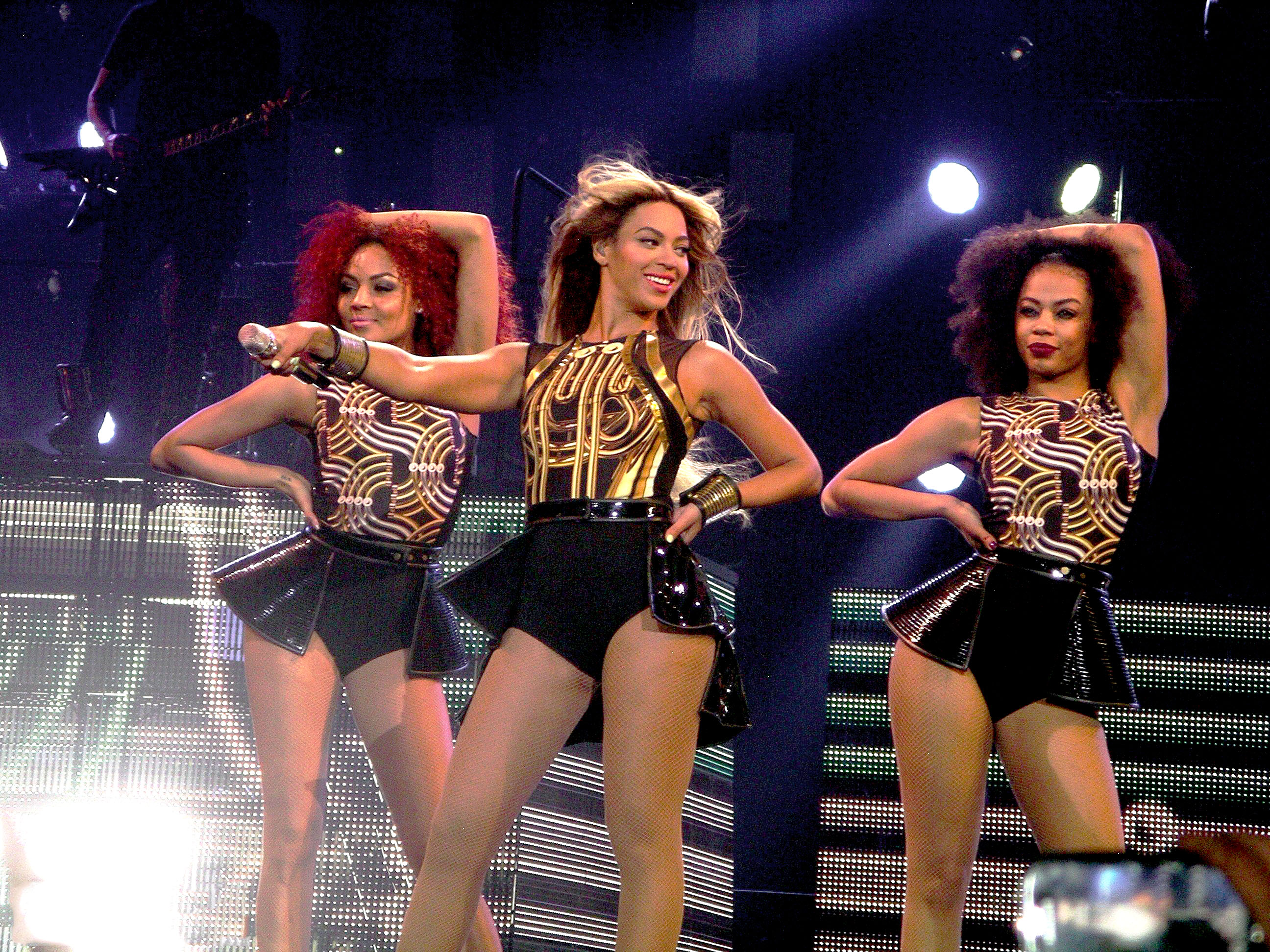
Beyonce interpretando "Crazy in Love" durante The Mrs. Carter Show World Tour de 2013.

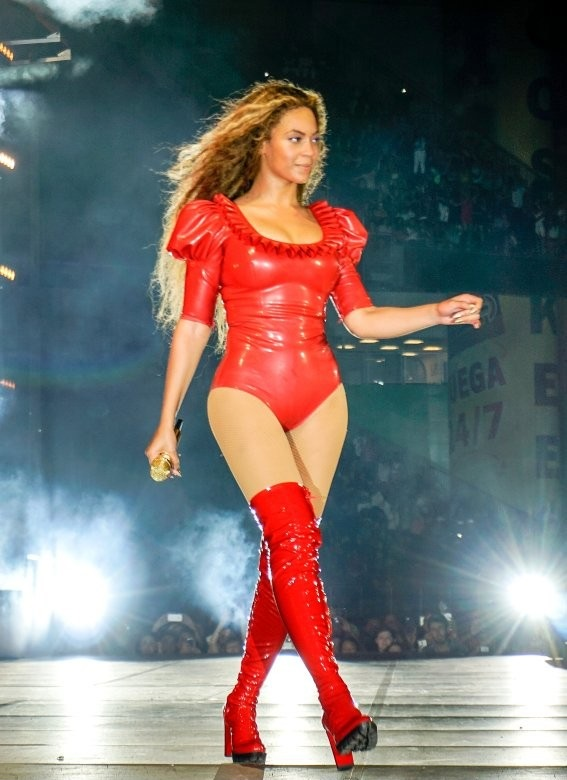
Knowles interpretando "Crazy in Love" durante The Formation World Tour de 2016.

Knowles su primera presentación "Crazy in Love" con Jay-Z el 28 de agosto de 2003, durante MTV Video Music Awards de 2003. Ella cantó la canción en un medley, con las voces pregrabadas de Sean Paul en "Baby Boy" (2003). "Crazy in Love" fue incluido en la lista establecida por la mayor parte de las giras de conciertos Knowles. La canción fue el tema de cierre de su Dangerously in Love World Tour que se inició a finales de 2003. Knowles realiza "Crazy in Love" en vivo en BRIT Awards 2004 17 de febrero de 2004. Monique Jessen y Todd Peterson escribieron que ella, "...lit up the stage with her performance of "Crazy in Love," wearing a white Roberto Cavalli dress and nearly half a million dollars worth of diamonds. The pop diva, appearing onstage in a puff of smoke, stopped midway through the song to pull up her top before walking away with the best international female solo artist award." (En español:"...se iluminó el escenario con su interpretación de "Crazy in Love", que llevaba un vestido blanco de Roberto Cavalli y cerca de medio millón de dólares en diamantes. La diva del pop, apareciendo en el escenario en una nube de humo, se detuvo a mitad de camino a través de la canción para tirar hasta su cima antes de irse con el premio al mejor artista femenina internacional".) Knowles y Jay-Z presentó "Crazy in Love" en The Prince's Trust Urban Music Festival desde Earls Court en Londres desde el 31 de mayo de 2004.
"Crazy in Love" fue la primera canción en establecer la lista de The Beyoncé Experience en Los Ángeles en el I Am... Tour en varios lugares, incluyendo Odyssey Arena en Belfast, The O2 Arena in London, y en Atenas y Sídney. El 5 de agosto de 2007, Knowles interpretó la canción en Madison Square Garden en New York City. Knowles surgieron en un vestido plateado brillante con una larga cola. Se acercó a la parte delantera del escenario, hizo un par de encaje de su cuello y comenzó a cantar "Crazy in Love". Ella se subió a una escalera, donde se colocaron la banda femenina y tres coristas. La escalera se adelantó en dos lugares; parte superior mueve mientras la parte inferior sobresalía más. En la parte superior de la escalera, se quitó el tren y volvió al escenario principal. Sus coristas siguieron y bailaron con Knowles. Sus coristas siguieron y bailaron con Knowles. Después de "Crazy in Love", Knowles realizaron una breve interpretación de "Crazy" de Gnarls Barkley (2006), cantando, "Who do you, who do you think you are? / Ha, ha, ha, bless your soul." (En español:"¿A quién, quién crees que eres? / Ja, ja, ja, bendiga tu alma.")
Shaheem Reid de MTV News escribió: "There are few (very few) ladies out there who can really sing, a lot who can dance, a lot more who look good — but really no other who can combine all three and add iconic star power like Miss Knowles, arguably the best all-around stage performer in the game right now." (En español:"Hay pocas damas (muy pocos) por ahí que realmente puede cantar, mucho que puede bailar, mucho más que verse bien - pero realmente no hay otra que se pueden combinar los tres y añadir poder de estrella icónica como la señorita Knowles, posiblemente el mejor versátil actriz de teatro en el juego en este momento".) Jon Pareles de The New York Times escribió: "Beyoncé needs no distractions from her singing, which can be airy or brassy, tearful or vicious, rapid-fire with staccato syllables or sustained in curlicued melismas. But she was in constant motion, strutting in costumes (most of them silvery), from miniskirts to formal dresses, flesh-toned bodysuit to bikini to negligee." (En español:"Beyoncé no necesita distracciones de su canto, que puede ser ventilado o metálico, llorosos o viciosos, de tiro rápido con sílabas entrecortadas o sostenida en melismas arabescos. Pero ella estaba en constante movimiento, pavoneándose con trajes (la mayoría de ellos de plata), a partir de minifaldas hasta vestidos formales, mono de tono carne de bikini para salto de cama".) Frank Scheck de The Hollywood Reporter escribió: "Her performance of 'Crazy in Love' featured some surprising arrangements that gave the material freshness". (En español:"Su interpretación de "Crazy in Love" apareció unos arreglos sorprendentes que dieron la frescura material.") Actuaciones de "Crazy in Love" fueron incluidos en sus álbumes en vivo The Beyoncé Experience Live (2007), y la edición deluxe de I Am... World Tour (2010). Knowles presentaron "Crazy in Love" que llevaba un vestido rosa franja en un concierto en el Palais Nikaia en Niza, Francia, el 20 de junio de 2011, en apoyo de su álbum 4, y en el Festival de Glastonbury 2011 en 26 de junio de 2011 hasta una audiencia de 175,000.
En agosto de 2011, Knowles presentaron "Crazy in Love" durante su show 4 Intimate Nights with Beyoncé. Ella se realizó una versión ralentizada, más jazz de la canción y baila con una rutina similar a la que en el video musical. Durante los especiales de ITV A Night With Beyoncé que salió al aire el 4 de diciembre en el Reino Unido, Knowles realizó "Crazy in Love" a una multitud selecta de los fanes. En mayo de 2012, ella interpretó la canción durante Revel Presents: Beyoncé Live revista en Atlantic City, Nueva Jersey, Estados Unidos entretenimiento recurso, hotel, Casino y spa, Revel. Durante la actuación, Jay-Z no apareció en el escenario, pero se oyó su voz pregrabada. Dan DeLuca de señalar que la canción era una de "beat-savvy booty-shaking workouts" realizado durante la revista. Jim Farber de Daily News escribió "The first, and last parts of the show stressed the steeliest Beyoncé, told in bold songs" (En español: "La primera y última parte de la exposición destacaron la estilista Beyoncé, dijeron en las canciones atrevidas") como "Crazy in Love". Un escritor de Black Entertainment Television señaló que, "She dazzled fans with an assortment of high-energy performances of her upbeat hits like... 'Crazy in Love.'" (En español:"Ella deslumbró fans con una variedad de actuaciones de alta energía de sus éxitos optimistas como... 'Crazy in Love".) Knowles también interpretó la canción en el Super Bowl XLVII celebrada el 3 de febrero de 2013. En julio de 2013, mientras que la colocación de Knowles en el número 33 en su lista de los 50 Best Live Musicians, los escritores de la revista Rolling Stone señaló que la representación de "Crazy in Love" fue lo más destacado durante sus shows en vivo con la cantante de "expertly poppin' her booty". En 2016 la canción fue añadida al espectáculo realizado por la cantante durante su gira mundial The Formation World Tour de ese año.

## Impacto cultural

### Versiones de otros artistas
Varios artistas han grabado versiones de "Crazy in Love". En 2003, el cantante irlandés Mickey Joe Harte grabó una versión acústica de "Crazy In Love" para el álbum de caridad Even Better Than the Real Thing Vol. 1. La banda de rock alternativo Snow Patrol grabado la canción durante una BBC sesión con Zane Lowe. La versión de Snow Patrol fue lanzada como lado B del sencillo "Spitting Games", en la compilación Cosmosonica - Tom Middleton Presents Crazy Covers Vol. 1 y la compilación del álbum de Snow Patrol Up to Now. Ross Langager de PopMatters observado que su cover "sparks an initial chuckle of recognition but soon after becomes more than a bit unfortunate". (En español:"despierta una sonrisa de reconocimiento inicial, pero al poco tiempo se convierte en más que un poco desafortunado".) David Byrne cerró su concierto en el Hollywood Bowl el 27 de junio de 2005 con una versión samba-tintes de "Crazy in Love". En 2007, la banda de rock alternativo estadounidense Switchfoot produjo una versión de rock que fue lanzado como parte de la serie de Yahoo!'s CoverArt. Switchfoot produjo un video para su versión.
La banda británica The Magic Numbers interpretó "Crazy in Love" en la emisora de radio australiana Triple J, y la grabó para el álbum recopilatorio de Starbucks (Hear Music), Sounds Eclectic: The Covers Project. Tracy Bonham versionó la canción con acompañamiento de guitarra y violín, para su álbum de 2007 In The City + In The Woods. El trío británico The Puppini Sisters versionó "Crazy in Love" para su álbum de 2007 The Rise and Fall of Ruby Woo; esta fue remezclada por el grupo de jazz electrónico The Real Tuesday Weld. El artista indie Dsico grabó una versión electrónica de la canción. En 2009, Pattern Is Movement grabó una versión de "Crazy in Love", que según ellos se inspiró en la versión de Antony Hegarty; este cover está incluido en la sesión Daytrotter del 4/9/2009. Antony and the Johnsons lanzaron una versión orquestal de la canción como lado B de su sencillo de 2009 "Aeon".
El grupo alemán The Baseballs ha versionado la canción en estilo rockabilly para su álbum debut Strike! Back en agosto de 2010. "Crazy in Love" se presentó en vivo en Australian Idol en la primera temporada por ganador Guy Sebastian en el segundo enfrentamiento final en el año 2003, Una versión de jazz se realizó en la temporada 4 de subcampeona Jessica Mauboy en el sexto show final Big Band en el año 2006. En junio de 2008, Mauboy interpretó "Crazy in Love" en Indonesian Idol con algunos concursantes eliminados. Singapore Idol la concursante Maia Lee interpretó "Crazy in Love" en ese programa. En junio de 2012, Robin Thicke y Olivia Chisholm versionado la canción durante el show Duets. Kate Kroll of Rolling Stone dio una crítica negativa para el rendimiento de Chisholm, diciendo que "Her voice sounded thin, and she just can't seem to shake that Stepford Wife stare." (En español:"Su voz sonaba débil, y ella sólo parece que no puede sacudir esa mirada de Stepford Wife.") Emeli Sandé y The Bryan Ferry Orchestra grabó un cover de la canción que se incluyó en la banda sonora de El gran Gatsby (2013). Al escuchar un adelanto de la canción, Randall Roberts de Los Angeles Times comentó que la versión era la mejor canción del disco cantó con un "sorprendente urgencia a fuego lento". Kyle Anderson de la revista Entertainment Weekly escribió también que la versión swing de "Crazy in Love" fue uno de los aspectos más destacados en el álbum.

### Uso en los medios
En 2002, Knowles firmó un contrato con Pepsi, y apareció en varias de sus campañas de publicidad, uno de los cuales contó con "Crazy in Love" como música de fondo. Después de ganar los premios a la Mejor Colaboración por "Crazy in Love" en los premios BET Awards de 2004, Knowles dedicó el premio a la conductora del programa, la comediante Mo'Nique, quien parodió la coreografía de la "Crazy in Love" video con seis bailarinas igualmente voluptuosas. "Crazy in Love" fue incluida en los álbumes la banda sonora oficial de las siguientes películas: Bridget Jones: The Edge of Reason (2004), White Chicks (2004), Taxi (2004), y Good Luck Chuck (2007). El elenco de Glee realiza un mash up de 'Hair' y 'Crazy in Love' en el episodio de la primera temporada "Hairography".

## Lista de canciones y formatos
| - UK and US Digital Download 1. "Crazy In Love" (feat. Jay-Z) – 3:56 - Canada and European "Krazy in Luv" Digital EP 1. "Crazy in Love" – 3:56 2. "Krazy In Luv" (Adam 12 So Crazy Remix) – 4:29 3. "Krazy In Luv" (Rockwilder Remix) – 4:12 - German "Krazy in Luv" Digital EP 1. "Crazy in Love" – 3:56 2. "Summertime" – 3:52 3. "Krazy In Luv" (Maurice's Nu Soul Remix) – 6:29 - European CD single 1. "Crazy in Love" – 4:09 2. "Crazy in Love" (Without Rap) – 3:43 | - Australia and German Maxi-CD single 1. "Crazy in Love" (Single Version) – 4:11 2. "Summertime" feat. P. Diddy – 3:53 3. "Krazy In Luv" (Maurice's Nu Soul Remix) - 6:27 4. "Krazy In Luv" (Rockwilder Remix) – 4:12 5. "Crazy in Love" (Enhanced Music Video) - UK single CD Single 1. "Crazy in Love" – 3:56 2. "Krazy In Luv" (Adam 12 So Crazy Remix) – 4:29 3. "Krazy In Luv" (Rockwilder Remix) – 4:13 |

## Posicionamiento en listas
| Listas (2003)                              | Mejor posición |
| ------------------------------------------ | -------------- |
| Alemania (Offizielle Deutsche Charts)      | 6              |
| Australia (ARIA)                           | 2              |
| Austria (Ö3 Austria Top 40)                | 8              |
| Bélgica (Flandes) (Ultratop 50)            | 5              |
| Bélgica (Valonia) (Ultratop 50)            | 10             |
| Canadá (Canadian Hot 100)                  | 2              |
| Dinamarca (Tracklisten)                    | 5              |
| España (Top 100 Canciones)                 | 2              |
| Estados Unidos (Billboard Hot 100)         | 1              |
| Estados Unidos (Hot R&B/Hip-Hop Songs)     | 1              |
| Estados Unidos (Mainstream Top 40)         | 1              |
| Estados Unidos (Hot Dance Club Songs)      | 1              |
| Estados Unidos Rhythmic Top 40 (Billboard) | 1              |
| Estados Unidos Adult Pop Songs (Billboard) | 29             |
| Finlandia (OFC)                            | 12             |
| Francia (SNEP)                             | 21             |
| Francia France Radio Chart (SNEP)          | 3              |
| Hungría (Dance Top 40)                     | 2              |
| Hungría (Single Top 40)                    | 3              |
| Irlanda (IRMA)                             | 1              |
| Italia (FIMI)                              | 5              |
| Nueva Zelanda (Recorded Music NZ)          | 2              |
| Noruega (VG-lista)                         | 5              |
| Países Bajos (Mega Single Top 100)         | 2              |
| Reino Unido (UK Singles Chart)             | 1              |
| Suecia (Sverigetopplistan)                 | 4              |
| Suiza (Schweizer Hitparade)                | 3              |

| Listas (2003)                    | Posición |
| -------------------------------- | -------- |
| Australian Singles Chart         | 28       |
| Australian Urban Singles Chart   | 14       |
| Austria Top 75 Singles           | 50       |
| Belgian Singles Chart (Flanders) | 20       |
| Belgian Singles Chart (Wallonia) | 40       |
| French Singles Chart             | 86       |
| Irish Singles Chart              | 12       |
| Italian Singles Chart            | 26       |
| Dutch Top 40                     | 15       |
| New Zealand Singles Chart        | 24       |
| Swiss Singles Chart              | 11       |
| UK Singles Chart                 | 15       |
| US Billboard Hot 100             | 4        |
| US Hot R&B/Hip Hop Songs         | 14       |
| US Pop Songs                     | 9        |
| US Hot Dance Club Play Songs     | 38       |
| US Rhythmic Songs                | 11       |

| Listas (2000–09)       | Posición |
| ---------------------- | -------- |
| U.S. Billboard Hot 100 | 40       |